# Saverio Sani
Saverio Sani (Livorno, 19 maggio 1947) è un indologo e glottologo italiano.

## Biografia
Professore di Indologia all'Università di Genova e poi all'Università di Pisa, Saverio Sani ha svolto la sua ricerca scientifica prediligendo gli aspetti grammaticali e fonetici delle lingue indoarie e gli aspetti filologici dei testi, soprattutto vedici (Ṛgveda e Atharvaveda), ma anche dell'epica indiana, in particolare il Rāmāyaṇa, del quale ha realizzato, dirigendo una équipe di sanscritisti, una traduzione italiana integrale in tre volumi.
Ha anche diretto la redazione del primo vocabolario sanscrito-italiano.
Saverio Sani ha ricoperto, dal 2004 al 2009, il ruolo di vicepresidente dell'Associazione italiana di studi sanscriti, e oggi collabora alla rivista Indologica Taurinensia e al bollettino ufficiale della International Association of Sanskrit Studies. 
Dal 2009 fa parte del Consultative Committee dell'International Association of Sanskrit Studies. Sani è membro anche di numerose associazioni italiane, tra cui la Società italiana di glottologia.

## Opere
- Grammatica sanscrita. Pisa, Giardini, 1991.
- Le letterature dell'India (con Stefano Piano e Giuliano Boccali). Torino, Utet, 2000.
- Atharvaveda. Inni magici (a cura di Chatia Orlandi e Saverio Sani). Torino, UTET, 1992.
- Ṛgveda (a cura di Saverio Sani). Venezia, Marsilio, 2000.
- Dizionario sanscrito-italiano (direzione scientifica di Saverio Sani). Pisa, ETS, 2010.

- Rāmāyaṇa. Il grande poema epico della mitologia indiana, Voll. I-III, a c. di Saverio Sani, Carlo Della Casa, Vincenzina Mazzarino, Agata Pellegrini, Tiziana Pontillo. Milano, Mimesis, 2019.

| Controllo di autorità | VIAF (EN) 39531744 · ISNI (EN) 0000 0000 8374 3862 · SBN RAVV072920 · LCCN (EN) n92055791 · BNF (FR) cb13494970r (data) · J9U (EN, HE) 987007322395005171 |